# Olympische Sommerspiele 1924/Teilnehmer (Vereinigte Staaten)
| Gelbes Symbol für Goldmedaillen mit stilisierten Olympischen Ringen | Graues Symbol für Silbermedaillen mit stilisierten Olympischen Ringen | Braundes Symbol für Bronzemedaillen mit stilisierten Olympischen Ringen |
| ------------------------------------------------------------------- | --------------------------------------------------------------------- | ----------------------------------------------------------------------- |
| 45                                                                  | 27                                                                    | 27                                                                      |

Die Vereinigten Staaten nahmen an den Olympischen Sommerspielen 1924 in Paris mit einer Delegation von 299 Athleten, 275 Männer und 24 Frauen, teil. Aileen Riggin nahm im Schwimmen und Wasserspringen teil; Wallace O’Connor und Johnny Weissmüller im Schwimmen und Wasserball.

## Teilnehmer nach Sportarten

### Boxen
- Al Travers
- Ben Rothwell
- George Mulholland
- Adolphe Lefkowitch
- Joseph Lazarus
- Tom Kirby
- Hugh Haggerty
- Ed Greathouse
- Ben Funk
- Edward Eagan
- Raymond Fee
Fliegengewicht: Bronze

- Frederick Boylstein
Leichtgewicht: Bronze

- Salvatore Tripoli
Bantamgewicht: Silber

- Joseph Salas
Federgewicht: Silber

- Fidel LaBarba
Fliegengewicht: Gold

- Jackie Fields
Federgewicht: Gold

### Fechten
| Männer - Alfred Walker - Donald Waldhaus - Harold Van Buskirk - Albert Strauss - Leon Shore - William Russell - Brooks Parker - Allen Milner - Chauncey McPherson - Arthur Lyon - Thomas Jeter - Ernest Gignoux - Edwin Fullinwider - Bill Castner - George Calnan - George Breed - Burke Boyce - Harold Bloomer - Philip Allison | Frauen - Irma Hopper - Adeline Gehrig |

### Fußball
| Männer - US-amerikanische Fußballnationalmannschaft Herb Wells Andy Straden Arthur Rudd Teddy O’Connor Burke Jones Carl Wilhelm Ferdinand Johnson Raymond Hornberger William Findlay Harry Farrell Jimmy Douglas Irving Davis Sam Dalrymple Aage Brix |

### Kunstwettbewerbe
| Männer - I. Couturier | Frauen - Miami Belle Louis |

### Leichtathletik
Männer
- Frank Zuna
- Eric Wilson
- Earle Wilson
- Ralph Williams
- Homer Whelchel
- Frank Wendling
- John Watters
- Ray Watson
- John Coard Taylor
- William Spencer
- Ralph Spearow
- Albert Rose
- John Romig
- Ray Robertson
- Marvin Rick
- William Richardson
- Lee Priester
- Gus Pope
- Tom Poor
- Pete Phelps
- Russell Payne
- Bayes Norton
- William Neufeld
- Jack Merchant
- Chuck Mellor
- James McEachern
- George Lermond
- Morton Kaer
- Robert Juday
- Wayne Johnson
- Pitch Johnson
- Harry Hinkel
- George Hill
- Brutus Hamilton
- Lloyd Hahn
- George Guthrie
- Merwin Graham
- Harry Frieda
- Charles H. Foster
- Eastman Doolittle
- Ray Dodge
- Michael Devaney
- Chan Coulter
- William Comins
- Billy Churchill
- Ray Buker
- Charles Brookins
- Chester Bowman
- Clifford Argue
- Otto Anderson
- Norman Anderson
- Karl Anderson
- Willard Tibbetts
3000 m Mannschaft: Bronze

- Ivan Riley
400 m Hürden: Bronze

- Joie Ray
3000 m Mannschaft: Bronze

- Eugene Oberst
Speerwurf: Bronze

- Thomas Lieb
Diskuswurf: Bronze

- Robert LeGendre
Fünfkampf: Bronze

- Leo Larrivee
3000 m Mannschaft: Bronze

- Edward Kirby
3000 m Mannschaft: Bronze

- Ralph Hills
Kugelstoßen: Bronze

- Schuyler Enck
800 m: Bronze

- Clarence DeMar
Marathon: Bronze

- William Cox
3000 m Mannschaft: Bronze

- James Connolly
3000 m Mannschaft: Bronze

- James Brooker
Stabhochsprung: Bronze

- Arthur Studenroth
Querfeldeinlauf Mannschaft: Silber

- Charles Paddock
200 m: Silber

- Emerson Norton
Zehnkampf: Silber

- Matt McGrath
Hammerwurf: Silber

- James Henigan
Querfeldeinlauf Mannschaft: Silber

- Glenn Hartranft
Kugelstoßen: Silber

- John Gray
Querfeldeinlauf Mannschaft: Silber

- Glenn Graham
Stabhochsprung: Silber

- Edward Gourdin
Weitsprung: Silber

- Horatio Fitch
400 m: Silber

- August Fager
Querfeldeinlauf Mannschaft: Silber

- Leroy Brown
Hochsprung: Silber

- Verne Booth
Querfeldeinlauf Mannschaft: Silber

- Fred Tootell
Hammerwurf: Gold

- Morgan Taylor
400 m Hürden: Gold

- William Stevenson
4-mal-400-Meter-Staffel: Gold

- Loren Murchison
4-mal-100-Meter-Staffel: Gold

- Oliver MacDonald
4-mal-400-Meter-Staffel: Gold

- Al LeConey
4-mal-100-Meter-Staffel: Gold

- Daniel Kinsey
110 m Hürden: Gold

- Frank Hussey
4-mal-100-Meter-Staffel: Gold

- DeHart Hubbard
Weitsprung: Gold

- Alan Helffrich
4-mal-400-Meter-Staffel: Gold

- Commodore Cochran
4-mal-400-Meter-Staffel: Gold

- Louis Clarke
4-mal-100-Meter-Staffel: Gold

- Lee Barnes
Stabhochsprung: Gold

- Earl Johnson
Querfeldeinlauf Einzel: Bronze 
Querfeldeinlauf Mannschaft: Silber

- Jackson Scholz
100 m: Silber 
200 m: Gold

- Harold Osborn
Hochsprung: Gold 
Zehnkampf: Gold

- Bud Houser
Kugelstoßen: Gold 
Diskuswurf: Gold

### Moderner Fünfkampf
| Männer - Don Scott - Frederick Pitts - Ernest Harmon - George Bare |

### Polo
- Rodman Wanamaker
Silber

- Fred Roe
Silber

- Thomas Hitchcock
Silber

- Elmer Boeseke
Silber

### Radsport
| Männer - Victor Hopkins - Gustav Hentschel - Iggy Gronkowski - William Fenn - John Boulicault |

### Reiten
| Männer - Vernon Padgett - Frank Carr - Frederic Bontecou - John Barry - Sloan Doak Vielseitigkeit: Bronze |

### Ringen
- Walter Wright
- Charles Strack
- Herschel Smith
- Perry Martter
- Milton MacWilliam
- Guy Lookabaugh
- William Byron Johnson
- Roger Flanders
- Bryan Hines
Bantamgewicht: Bronze

- Chester Newton
Federgewicht: Silber

- Russell Vis
Leichtgewicht: Gold

- Harry Steel
Schwergewicht: Gold

- Jack Spellman
Halbschwergewicht: Gold

- Robin Reed
Federgewicht: Gold

### Rudern
- Henry Welsford
Vierer mit Steuermann: Bronze

- Edward Mitchell
Vierer mit Steuermann: Bronze

- John Kennedy
Vierer mit Steuermann: Bronze

- Sidney Jelinek
Vierer mit Steuermann: Bronze

- Robert Gerhardt
Vierer mit Steuermann: Bronze

- Edward Jennings
Zweier mit Steuermann: Bronze

- Harold Wilson
Zweier mit Steuermann: Bronze

- Leon Butler
Zweier mit Steuermann: Bronze

- William Gilmore
Einer: Silber

- John B. Kelly senior
Doppel-Zweier: Gold

- Paul Costello
Doppel-Zweier: Gold

- Alfred Wilson
Achter mit Steuermann: Gold

- Laurence Stoddard
Achter mit Steuermann: Gold

- Benjamin Spock
Achter mit Steuermann: Gold

- Frederick Sheffield
Achter mit Steuermann: Gold

- James Stillman Rockefeller
Achter mit Steuermann: Gold

- John Miller
Achter mit Steuermann: Gold

- Alfred Lindley
Achter mit Steuermann: Gold

- Howard Kingsbury
Achter mit Steuermann: Gold

- Leonard Carpenter
Achter mit Steuermann: Gold

### Rugby
- Gold 
Alan Frank Williams
Alan Valentine
Edward Turkington
Norman Slater
Colby Slater
Rudy Scholz
William Rogers
John Patrick
John O’Neil
Caesar Mannelli
Richard Hyland
Edward Graff
Linn Farish
Charlie Doe
George Dixon
Robert Devereaux
Dudley DeGroot
Norman Cleaveland
Philip Clark

### Schießen
- William Whaling
- John Grier
- William Frazer
- Wilford Fawcett
- Bernard Betke
- Dennis Fenton
Laufender Hirsch Einzelschuss Mannschaft 100 m: Bronze

- Carl Osburn
Freies Gewehr 600 m: Silber

- Marcus Dinwiddie
Kleinkaliber liegend 50 m: Silber

- William Silkworth
Trap Mannschaft: Gold

- Samuel Sharman
Trap Mannschaft: Gold

- Clarence Platt
Trap Mannschaft: Gold

- John Noel
Trap Mannschaft: Gold

- Fred Etchen
Trap Mannschaft: Gold

- Frank Hughes
Trap: Bronze 
Trap Mannschaft: Gold

- John Boles
Laufender Hirsch Einzelschuss 100 m: Gold 
Laufender Hirsch Einzelschuss Mannschaft 100 m: Bronze

- Sidney Hinds
Freies Gewehr Mannschaft: Gold

- Joseph Crockett
Freies Gewehr Mannschaft: Gold

- Henry Bailey
Schnellfeuerpistole 25 m: Gold

- Walter Stokes
Freies Gewehr Mannschaft: Gold 
Laufender Hirsch Einzelschuss Mannschaft 100 m: Bronze

- Raymond Coulter
Freies Gewehr Mannschaft: Gold 
Laufender Hirsch Einzelschuss Mannschaft 100 m: Bronze

- Morris Fisher
Freies Gewehr 600 m: Gold 
Freies Gewehr Mannschaft: Gold

### Schwimmen
| Männer - Lester Smith - Adam Smith - Henry Luning - William Kirschbaum 200 m Brust: Bronze - Samuel Kahanamoku 100 m Freistil: Bronze - Paul Wyatt 100 m Rücken: Silber - Duke Kahanamoku 100 m Freistil: Silber - Bob Skelton 200 m Brust: Gold - Warren Kealoha 100 m Rücken: Gold - Richard Howell 4-mal-200-Meter-Freistil-Staffel: Gold - Harrison Glancy 4-mal-200-Meter-Freistil-Staffel: Gold - Ralph Breyer 4-mal-200-Meter-Freistil-Staffel: Gold - Wallace O’Connor 4-mal-200-Meter-Freistil-Staffel: Gold - Johnny Weissmüller 100 m Freistil: Gold 400 m Freistil: Gold 4-mal-200-Meter-Staffel: Gold | Frauen - Matilda Scheurich - Eleanor Coleman - Florence Chambers - Aileen Riggin 100 m Rücken: Bronze - Helen Wainwright 400 m Freistil: Silber - Agnes Geraghty 200 m Brust: Silber - Martha Norelius 400 m Freistil: Gold - Euphrasia Donnelly 4-mal-100-Meter-Freistil-Staffel: Gold - Sybil Bauer 100 m Rücken: Gold - Mariechen Wehselau 100 m Freistil: Silber 4-mal-100-Meter-Freistil-Staffel: Gold - Ethel Lackie 100 m Freistil: Gold 4-mal-100-Meter-Freistil-Staffel: Gold - Gertrude Ederle 100 m Freistil: Bronze 400 m Freistil: Bronze 4-mal-100-Meter-Freistil-Staffel: Gold |

### Tennis
| Männer - Watson Washburn - Richard Norris Williams Mixed: Gold - Frank Hunter Doppel: Gold - Vincent Richards Einzel: Gold Doppel: Gold Mixed: Silber | Frauen - Lillian Scharman - Eleanor Goss - Marion Zinderstein Jessup Mixed: Silber - Helen Wills Moody Einzel: Gold Doppel: Gold - Hazel Hotchkiss Wightman Doppel: Gold Mixed: Gold |

### Turnen
Männer
- Max Wandrer
- Frank Safanda
- Curt Rottmann
- John Pearson
- Rudolph Novak
- John Mais
- Alfred Jochim
- Frank Kriz
Pferdsprung: Gold

### Wasserball
- Bronze 
Herbert Vollmer
George Schroth
John Norton
George Mitchell
Frederick Lauer
Oliver Horn
Arthur Austin
Wallace O’Connor
Johnny Weissmüller

### Wasserspringen
| Männer - Benjamin Thrash - Clarence Pinkston Kunstspringen 3 m: Bronze Turmspringen 10 m: Bronze - David Fall Turmspringen 10 m: Silber - Pete Desjardins Kunstspringen 3 m: Silber - Al White Kunstspringen 3 m: Gold Turmspringen 10 m: Gold | Frauen - Helen Meany - Caroline Fletcher Kunstspringen 3 m: Bronze - Aileen Riggin Kunstspringen 3 m: Silber - Caroline Smith Turmspringen 10 m: Gold - Betty Becker Kunstspringen 3 m: Gold Turmspringen 10 m: Silber |